# Jenipapo dos Vieiras
Jenipapo dos Vieiras är en kommun i Brasilien.   Den ligger i delstaten Maranhão, i den östra delen av landet, 1 200 km norr om huvudstaden Brasília. Antalet invånare är 15 397.
Omgivningarna runt Jenipapo dos Vieiras är huvudsakligen savann. Runt Jenipapo dos Vieiras är det glesbefolkat, med 11 invånare per kvadratkilometer.